# Oberhof Gilsa
Koordinaten: 51° 0′ 52″ N, 9° 11′ 28″ O

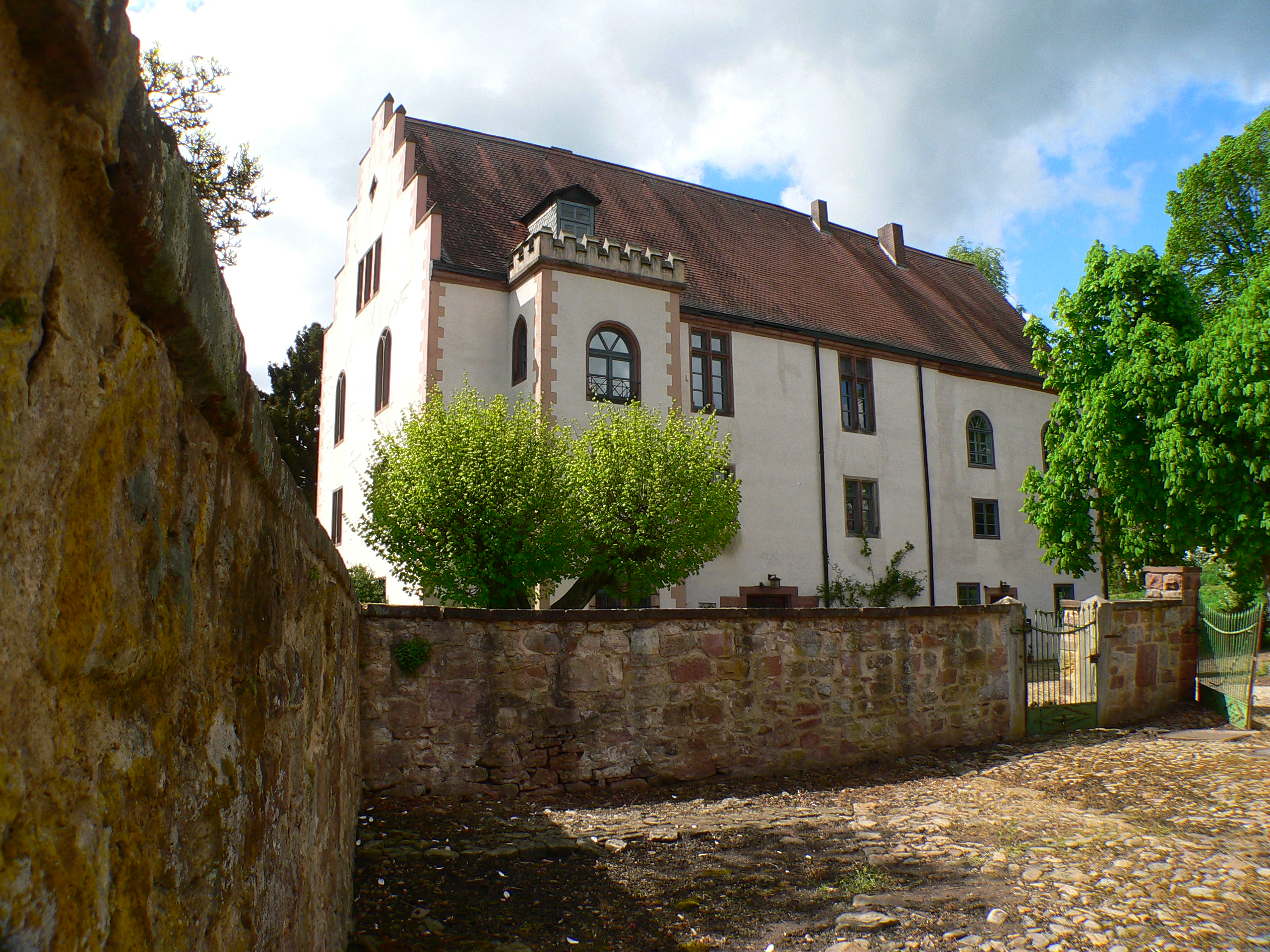
Schloss Gilsa (Oberhof)

Der Oberhof Gilsa, auch als Schloss Gilsa bezeichnet, ist ein in einem Park gelegenes Herrenhaus in dem Dorf Gilsa, einem Ortsteil der Gemeinde Neuental im nordhessischen Schwalm-Eder-Kreis.

## Der Bau
Der ursprünglich mittelalterliche, dreigeschossige und hell verputzte Steinbau mit einfachem Satteldach befindet sich westlich der Patronatskirche am Nordrand des Dorfes. Er war Stammsitz des Astes „Gilsa-Oberhof“ des örtlichen Adelsgeschlechts derer von und zu Gilsa, das sich im 16. Jahrhundert in zwei große Äste, „Gilsa-Oberhof“ und „Gilsa-Unterhof“, teilte. Der Bau, mit rechteckigem Grundriss von etwa 25 × 11 m Seitenlänge, stammt aus dem 16. Jahrhundert. Er wurde später um einen Anbau nach Norden zur Parkseite erweitert. Ein bis zur Dachtraufe reichender östlicher Erkervorbau wurde 1723 angebaut. Die Südseite schmückt ein markanter Treppengiebel. Der Eingang an der Westseite befindet sich in einem bis zum Dachfirst ragenden Portalvorbau. Im Jahre 1862 wurde der Bau äußerlich vergotisiert.

Wappen derer von und zu Gilsa

## Wappensteine
Im Mauerwerk der Außenseite sind neben der Haustür Wappensteine von 1634 (von Dalwigk / von Gilsa / von Löwenstein) und 1652 (von Scholley / von Gilsa) eingelassen. Unmittelbar links der Tür befindet sich ein weiterer, undatierter Wappenstein (von Gilsa / von Kuhmann), der an Zeitlose von Kuhmann, Ehefrau des Stifters der Linie Gilsa-Oberhof, Werner von und zu Gilsa, erinnert. Über dem Wappen der beiden Familien steht der Name des gemeinsamen Sohnes Hans Caspar, geb. 1584. Ein Wappenstein des Eckhardt zu Gilsa (um 1470) und seiner Ehefrau Elisabeth von und zu Fischbach befindet sich über dem Eingang an der Westseite.